# Seseli foliosum
Seseli foliosum är en flockblommig växtart som först beskrevs av Carlo Pietro Stefano Stephen Sommier och Emile Emilio Levier, och fick sitt nu gällande namn av Ida P. Mandenova. Seseli foliosum ingår i släktet säfferötter, och familjen flockblommiga växter. Inga underarter finns listade i Catalogue of Life.